# 호르헤 가르바호사
호르헤 가르바호사 차파로(스페인어: Jorge Garbajosa Chaparro, 1977년 12월 19일~)는 스페인의 은퇴한 농구 선수로 현역 시절 포지션은 센터, 파워 포워드이다. "가르보"라는 별명으로도 잘 알려져 있다.
1995년 리가 ACB의 사스키 바스코니아에 입단하여 프로 데뷔하였으며, 2000년 세리에 A의 베네톤 트레비소로 이적하였다. 2001년과 2003년에 올스타에 출전하여 유로리그 1군팀에 선정되었다. 2004년에 귀국하였으며, 발론세스토 말라가에서 뛰었다. 2005년에는 코파 델 레이의 우승을 이끌었으며 MVP에 올랐다. 2005-06 시즌에는 말라가의 첫 리그 우승을 이끌었고, 이 공으로 리그 MVP로 선정되었다.
2006년 전미 농구 협회(NBA)의 토론토 랩터스에 입단하였으며, 2008년 VTB 유나이티드 리그의 BC 힘키로 이적하였다. 스페인으로 귀국 후 스페인 리그에서 활동하다가 2012년 은퇴하였다.